# Claudio Pellegrini
Claudio Pellegrini (ur. 9 maja 1935 w Rzymie) – włosko-amerykański fizyk zajmujący się akceleratorami cząstek oraz fizyką wysokich energii.
Pracował m.in. w Nordic Institute for Theoretical Physics i Brookhaven National Laboratory. Znany przede wszystkim z prac nad rentgenowskimi laserami na swobodnych elektronach. W 2014 roku otrzymał Nagrodę Enrica Fermiego.